# لی ماتامپی
لی ماتامپی (انگلیسی: Ley Matampi؛ زادهٔ ۱۸ آوریل ۱۹۸۹) بازیکن فوتبال اهل جمهوری دموکراتیک کنگو است.
وی همچنین در تیم ملی فوتبال جمهوری کنگو بازی کرده‌است.